# Oberwölz
Oberwölz är en stadskommun i distriktet Murau i förbundslandet Steiermark i Österrike. Kommunen bildades 1 januari 2015 när kommunerna Oberwölz Stadt, Oberwölz Umgebung, Schönberg-Lachtal och Winklern bei Oberwölz slogs samman.
Kommunen består av elva orter (Ortschaften) (inom parentes invånarantal 1 januari 2024):

- Eselsberg (114)
- Hinterburg (119)
- Krumegg (57)
- Mainhartsdorf (339)
- Oberwölz (Stadt) (422)
- Raiming (279)
- Salchau (155)
- Schönberg-Lachtal (391)
- Schöttl (102)
- Vorstadt (628)
- Winklern bei Oberwölz (316)